# Gavilea platyantha
Gavilea platyantha är en orkidéart som först beskrevs av Heinrich Gustav Reichenbach, och fick sitt nu gällande namn av Paul Ormerod. Gavilea platyantha ingår i släktet Gavilea och familjen orkidéer. Inga underarter finns listade i Catalogue of Life.